# Andrea Da Mosto
Andrea Da Mosto (Graz, 9 gennaio 1868 – Venezia, 18 agosto 1960) è stato un archivista italiano. 
Fu direttore dell'Archivio di Stato di Venezia.

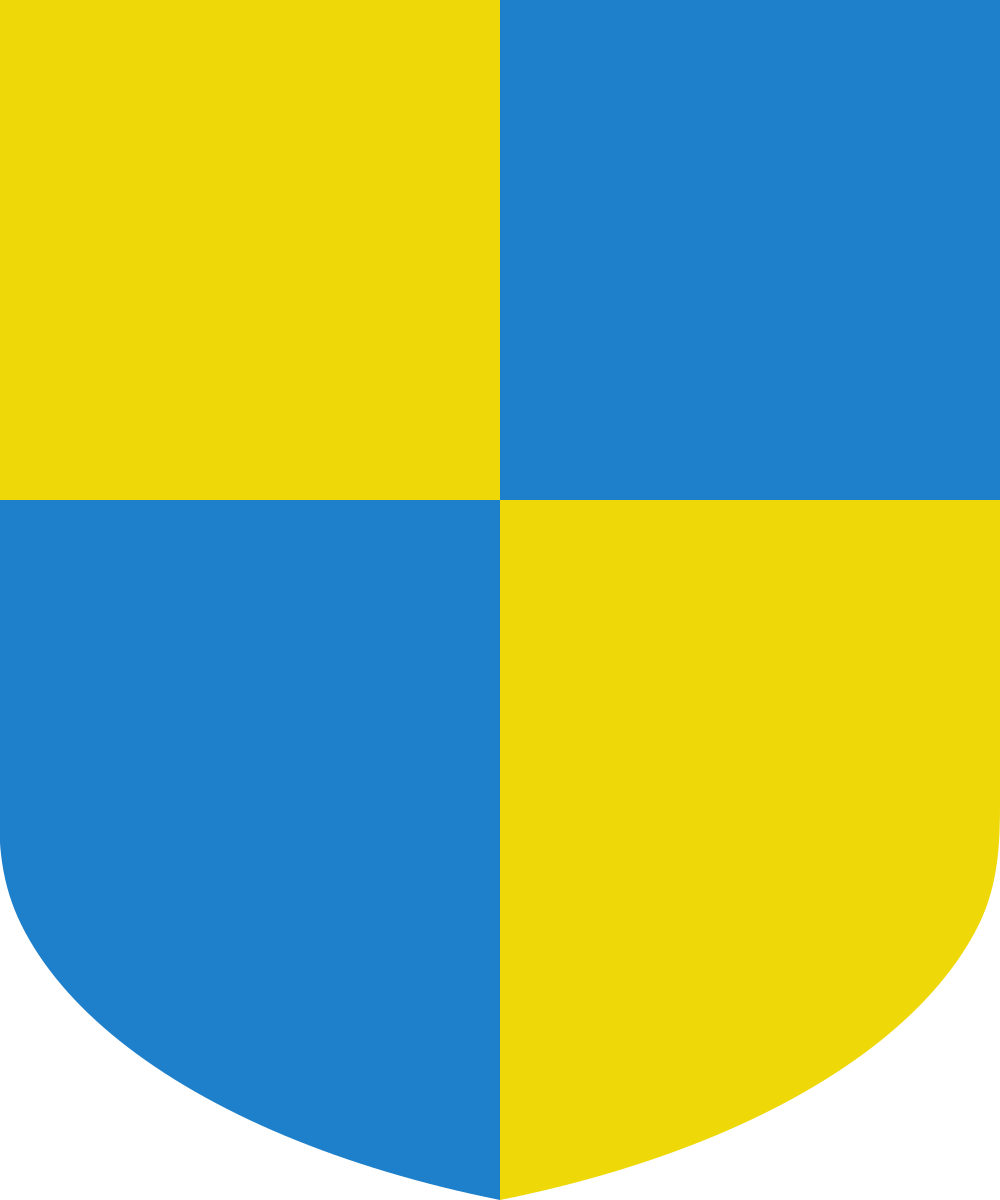
Stemma Da Mosto

## Biografia
Andrea Da Mosto nacque dal conte Antonio e da sua moglie, la nobildonna ungherese Carlotta Bartakovich di Kis Apponyi.
Il 21 giugno 1894 fu nominato, con regio decreto, Alunno di prima categoria presso l’Archivio di Stato di Roma: prese così avvio la sua lunga carriera archivistica. Nel 1907 si trasferì a Venezia; partecipò alla prima guerra mondiale. Nel 1913 divenne socio corrispondente della Deputazione Veneta di Storia Patria e nel 1920 membro dell'Ateneo Veneto; fu in seguito direttore dell'Archivio di Stato di Venezia.
Tra i suoi lavori si segnalano L'Archivio di Stato di Venezia: indice generale, storico, descrittivo ed analitico (Roma, 1937-1940) e il volume di successo dal titolo I dogi di Venezia con particolare riguardo alle loro tombe (Venezia, 1939). Ha inoltre curato un'edizione critica molto accurata e apprezzata della Relazione del primo viaggio intorno al mondo di Antonio Pigafetta (1898).

## Opere
- Antonio Pigafetta, Il primo viaggio intorno al globo di Antonio Pigafetta e le sue regole sull'arte del navigare, a cura di Andrea Da Mosto, 1894.